# パセジ・ダ・グラシア駅
パセジ・ダ・グラシア駅（カタルーニャ語: Estació de Passeig de Gràcia、スペイン語: Estación de Paseo de Gracia）はスペインのバルセロナアシャンプラにある、レンフェ（Renfe）とバルセロナ地下鉄の鉄道駅。レンフェの駅施設はアディフ（Adif）が管轄する。

## 概要
レンフェ（駅施設はアディフ保有）の駅は路線上は200号線上にあり、近郊電車（メディア・ディスタンシア）やルダリアス・デ・カタルーニャの電車が停車する。
バルセロナ交通局（TMB）が運営するバルセロナ地下鉄は2号線・3号線・4号線の3路線が乗り入れる。

## 歴史
レンフェ（アディフ）の駅は当初、グラシア通りに地上駅として1902年に建設された。1950年代に新しい地下駅を建設することが決定し、工事は1954 年に開始し1959年にアラゴトンネルの途中にある駅として完成した。
バルセロナ地下鉄の駅の歴史は、最初の路線であるグラン・メトロ（現在の3号線）が開通した1924年から始まる。この駅はグラシア通りとカレル アラゴの交差点近くに位置するため、「アラゴン」（Aragón）という駅名で開業した。
1926年に現在のジャウメ1駅に向かうグラン・メトロ支線（後の4号線）が開業。1972年にグラン・メトロ支線は一旦廃止し、1年後に新しいプラットフォームを設けて4号線として再開した。同時に駅名を「アラゴン・グラン・ビア」（Aragón-Gran Vía）に変更した。
1982年の路線番号再編と駅名変更に伴い、現在の駅名である「パセジ・ダ・グラシア」となった。2号線の駅は1995年に開業した。

## 駅構造

### レンフェ（アディフ）
カレル・ダラゴ通りの地下に位置する、相対式ホーム2面2線の地下駅。

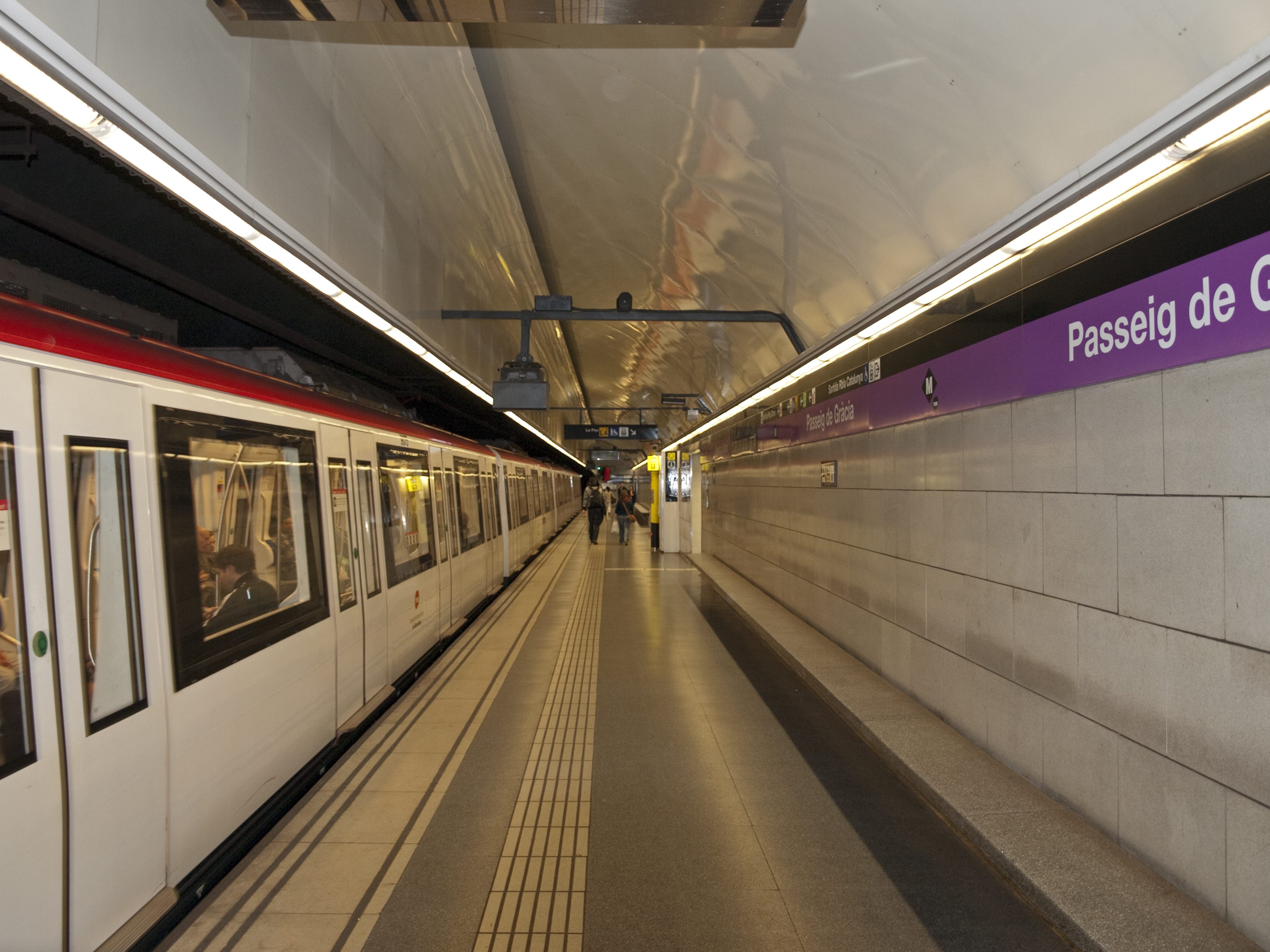
2号線ホーム
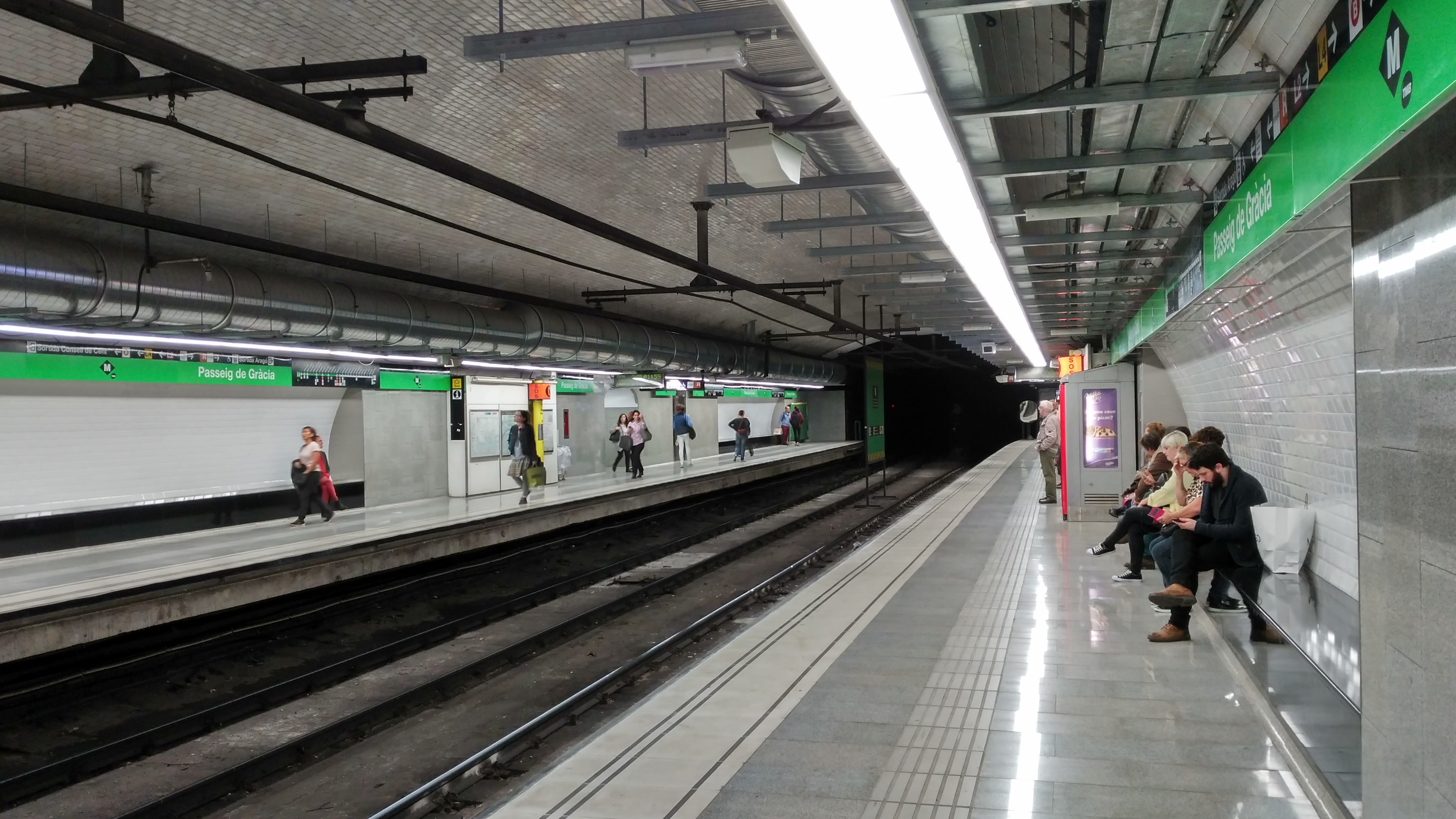
3号線ホーム
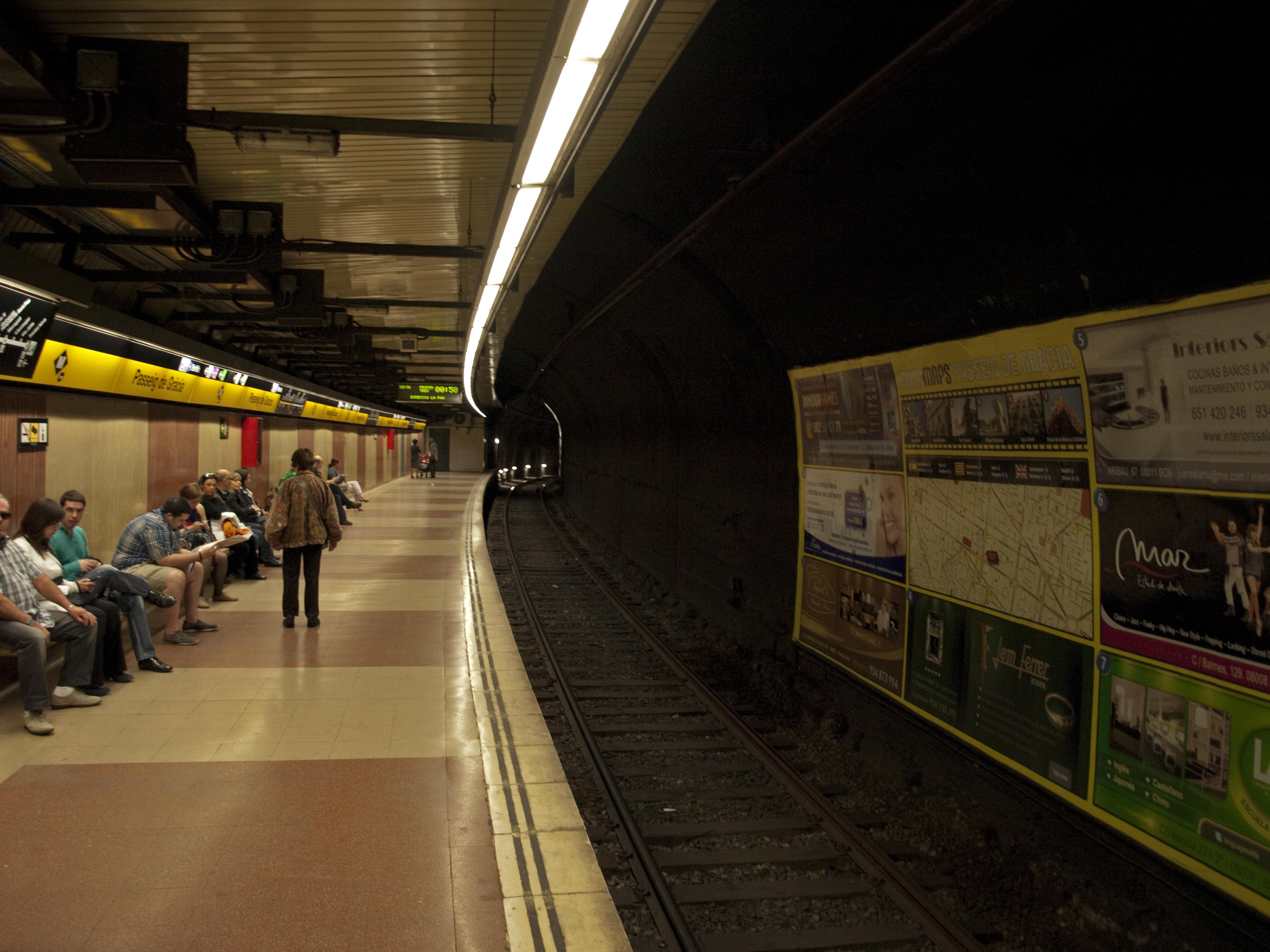
4号線ホーム

### バルセロナ地下鉄
地下駅。2号線はグラン・ビア・デ・レス・コルツ・カタラネス通りの地下にあり、ホームは島式1面2面を有する。
3号線・4号線はパセジ・ダ・グラシア通りの地下に位置し、ホームは共に相対式2面2線を有する。ただし４号線ホーム間は壁で隔てられており、互いのホームが見えない。

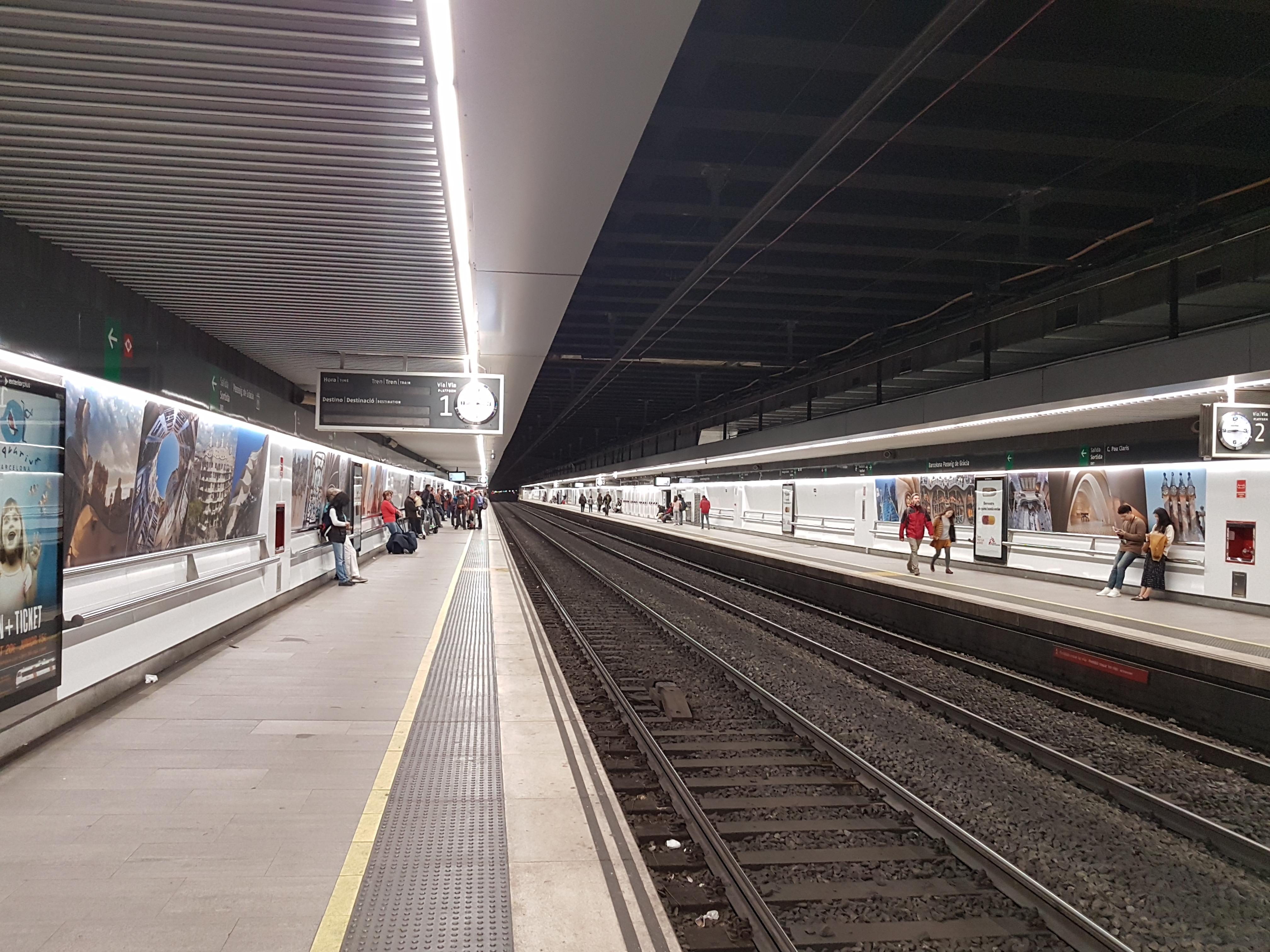
ホーム

## 利用状況
2017年のレンフェの年間利用者数は13,387,231の利用客がいた。

## 駅周辺

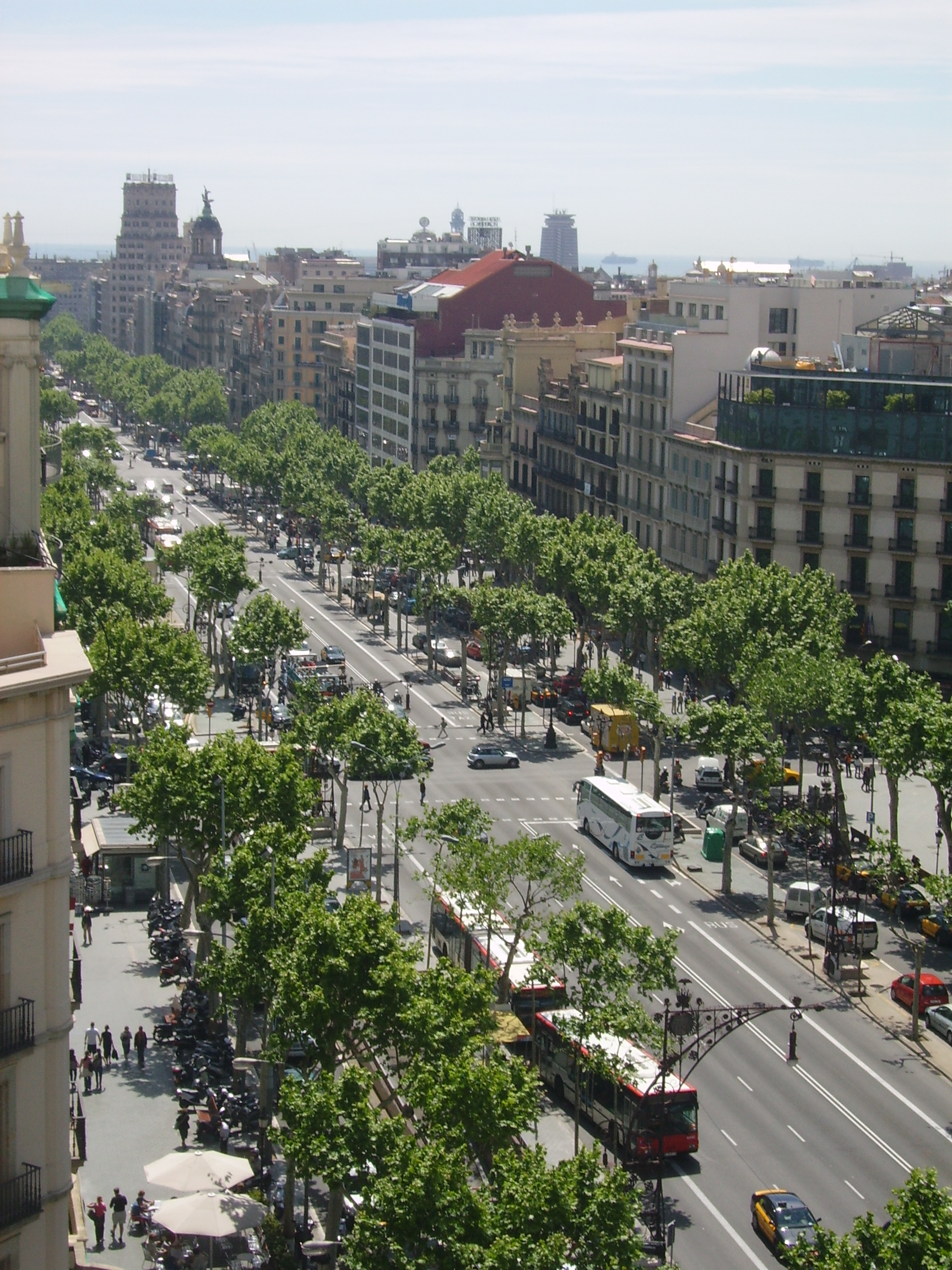
パセジ・ダ・グラシア通り

- パセジ・ダ・グラシア通り（英語版、カタルーニャ語版、スペイン語版）
- カサ・バトリョ
- カサ・アマトリェール（英語版、カタルーニャ語版、スペイン語版）
- アントニ・タピエス基金博物館（英語版、カタルーニャ語版、スペイン語版）
- バルセロナ・エジプト博物館（カタルーニャ語版、スペイン語版）
- マンダリン・オリエンタル・バルセロナ（英語版） - 5つ星ホテル
- ルネッサンス・バルセロナ・ホテル - 5つ星ホテル
- マジェスティック・ホテル & スパ・バルセロナ - 5つ星ホテル
- グラン・ビア・デ・レス・コルツ・カタラネス通り（英語版、カタルーニャ語版、スペイン語版）
- ユニクロ

## 隣の駅
レンフェ
メディア・ディスタンシア
バルセロナ・サンツ駅 - パセジ・ダ・グラシア駅 - フランサ駅
ルダリアス・デ・カタルーニャ
 R2号線・R2北線・R2南線、 R13線、 R14線、 R15号線、 R16線、 R17線
バルセロナ・サンツ駅 - パセジ・ダ・グラシア駅 - フランサ駅
 R11線
バルセロナ・サンツ駅 - パセジ・ダ・グラシア駅 - エル・クロット＝アラゴ駅
バルセロナ地下鉄
 2号線
ウニベルシダ駅 - パセジ・ダ・グラシア駅 - テトゥアン駅
 3号線
カタルーニャ駅 - パセジ・ダ・グラシア駅 - ディアゴナル駅
 4号線
ジローナ駅 - パセジ・ダ・グラシア駅 - ウルキナオナ駅